# تخطيط القدرة
تخطيط القدرة: (Capacity Planning) هي عملية تحديد القدرة التي تحتاجها مؤسسة لتلبية طلبات تغيير الإنتاج.

وطبقا لتعريف القدرة، فهي العمل الإجمالي الذي تستطيع المؤسسة القيام به خلال فترة زمنيّة معينة.
القدرة الفعلية هي الحد الأقصى من العمل الذي تستطيع المؤسسة إنجازه في فترة زمنيّة معينة بسبب قيود مثل مشاكل الجودة، والتأخير، ومعالجة المواد، إلخ.
ويستخدم هذا التعبير أيضا في الإحصاء التجاري وتكنولوجيا المعلوماتية بمعنى قدرة إدارية|القدرة الإدارية.
```
يؤثّر تخطيط سعة تكنولوجيا المعلومات على تقدير موارد التخزين، ومكونات أجهزة الكمبيوتر، والبرمجيات، ومكونات البنية التحتية اللازمة لفترة زمنية مقبلة. من المسائل الشائعة للمؤسسات هي توفّر الموارد المطلوبة للتعامل مع زيادة المستخدمين أو عدد التفاعلات.
```

. تعتني إدارة السعة بإضافة وحدات المعالجة المركزية (وحدة المعالجة المركزية) والذاكرة والتخزين إلى مزوّد (Server) فعلي أو ظاهري. كانت هذه الطّريقة التّقليدية والعامودية لتوسيع نطاق تطبيقات الويب غير أنّه تمّ تطوير تخطيط قدرات تكنولوجيا المعلومات بهدف توقّع متطلبات نهج التّوسّع العامودي (Vertical Scaling).
يؤدي الفارق بين قدرة مؤسسة ما ومطالب عملائها إلى عدم الكفاءة، سواء في الموارد غير المستخدمة أو الزبائن غير الراضين. الهدف من تخطيط القدرة هو تقليص هذا الفارق. ويتغير الطلب على قدرة المؤسسة بحسب التغيرات في حجم الإنتاج، مثل زيادة أو نقصان كمية الإنتاج لمنتج معيّن أو إنتاج منتجات جديدة.
يمكن تحسين استعمال القدرة الموجودة من خلال تطوير الفعاليّة الكليّة للمعدات (OEE). ويمكن أن تزداد القدرة عبر ادخال تقنيات جديدة، آلات ومواد، زيادة عدد العمّال أو الآلات، زيادة عدد مناوبات العمل أو الإستحواذ على مرافق إنتاج إضافية.
ولحساب القدرة:
القدرة : (عدد الآلات أو العمال) × (عدد الورديات) × (الاستغلال) × (الكفاءة).

## الاستراتيجيات
يتألّف تخطيط القدرة من أربعة تصنيفات أساسية: إستراتيجية القيادة، الاستراتيجية التأخيرية،
إستراتيجية المطابقة والاستراتيجية التعديليّة
- استراتیجیة القيادة هي زیادة القدرة استباقًا لزیادة في الطلب وتعتبر إستراتيجية هجومية تهدف إلى جذب الزبائن بعيدًا عن منافسي الشركة من خلال تحسين مستوى الخدمة وتقليل المهلة الزمنية للإنتاج. إنها أيضًا إستراتيجية تهدف إلى تقليل تكاليف نفوذ المخزون. القدرة الكبيرة لا تعني بالضرورة مستويات عالية من المخزون، ولكنها يمكن أن تؤدّي إلى تكاليف أعلى للمخزون الدوري كما يمكن أن تؤجّر القدرة الزائدة لشركات أخرى.

ميزات إستراتيجية القيادة: أولاً، تضمن أن لدى المنظمة القدرة الكافية لتلبية جميع الطلبات، حتى خلال فترات النمو المرتفع. هذا مهم بشكل خاص عندما يكون توافر منتج أو خدمة أمرًا بالغ الأهمية كما هو الحال في حالة الرعاية الطارئة أو منتج جديد لامع. بالنسبة للعديد من المنتجات الجديدة، فإن التأخر للدخول إلى السوق قد يعني الفرق بين النجاح والفشل. ميزة أخرى لاستراتيجية القدرة القيادية هي أنه يمكن استخدامها لاستباق المنافسين الذين قد يسعون لتوسيع قدراتهم الخاصة. فتح متجر كبير للبقالة أو للتحسين المنزلي في منطقة معينة سيعطي بائع التجزئة ميزة واضحة إن كان الأول من نوعه. في الختام، تجد العديد من الشركات أن زيادة العمل تحسبا لزيادة الاستخدام هو أرخص وأقل إزعاجًا من القيام بزيادات قليلة للقدرة باستمرار. يمكن أن تعتبر هذه الاستراتيجية نوع من المجازفة الكبيرة، خاصة إذا كان الطلب غير متوقع أو أن التكنولوجيا تتطور بسرعة.
- تشير الاستراتيجية التأخيرية إلى إضافة القدرة فقط حين تعمل المنظمة بكامل طاقتها أو تتجاوزها بسبب الزيادة في الطلب (جامعة ولاية كارولاينا الشمالية، 2006). تعتبر هذه الاستراتيجية أكثر تحفظًا ومعاكسة لإستراتيجية القدرة القيادية بحيث أنها تقلل من مخاطر الهدر إلا أنها قد تؤدي إلى فقدان الزبائن المحتملين إما عن طريق نفوذ المخزون أو انخفاض مستوى الخدمة. هناك ثلاث مزايا واضحة لهذه الاستراتيجية تتمثل في تقليل مخاطر العمل الزائد، زيادة الإنتاجية بسبب ارتفاع مستويات الاستخدام والقدرة على تأجيل استثمارات كبيرة لأطول فترة ممكنة. غالبًا ما توفر المنظمات التي تتبع هذه الإستراتيجية منتجات أو خدمات تتسم بالنضج والتكلفة المدروسة.
- استراتیجیة المطابقة هي إضافة القدرة بکمیات صغیرة استجابةً لمتغيرات الطلب في السوق. تعتبر هذه الإستراتيجية أكثر اعتدالًا.
- الاستراتيجية التعديليّة هي إضافة أو تقليل القدرة بكميات صغيرة أو كبيرة بحسب طلب المستھلك، أو بسبب التغییرات الكبيرة في هيكلية المنتج أو النظام.

## القدرة
في سياق هندسة الأنظمة، يتم استخدام تخطيط القدرة أثناء تصميم النظام ومراقبة أدائه. تخطيط السعة هو قرار طويل المدى يحدد المستوى الإجمالي للشركة من الموارد. يمتد على مدى أفق زمني طويل بما يكفي للحصول على الموارد. تؤثر قرارات السعة على وقت الإنتاج، واستجابة الزّبائن، وتكاليف التشغيل، وقدرة الشركة على المنافسة. يمكن أن يؤدي التخطيط غير الكافي للقدرات إلى فقدان الزبون والعمل. كما يمكن للقدرة الزائدة أن تستنزف موارد الشركة وتمنع الاستثمارات إلى مشاريع أكثر ربح. إنّ مسألة تحديد الوقت والكمية المناسبين لزيادة القدرة هي قرار حاسم. قد يؤدي الفشل في اتخاذ هذه القرارات بشكل صحيح إلى إلحاق الضرر بالأداء العام عندما يكون هناك تأخير في الوقت في النظام.

### ألقدرة – متاحة أو مطلوبة؟
من منظور الجدولة من السهل جدًا تحديد مقدار القدرة (أو الوقت) المطلوب لتصنيع كمية من القطع. ببساطة، يتم ضرب وقت الدورة النموذجي بعدد القطع وقسمها حسب القطعة أو عملية النسبة المئوية لفعالية المعدات الكلية (OEE).
إذا تمت الجدولة لإنتاج 500 قطعة من المنتج «أ» على آلة ذات وقت دورة قدرها 30 ثانية وكان الـ OEEللعملية 85٪، فسيتم حساب وقت إنتاج القطع على النحو التالي:
```
(500 قطعة × 30 ثانية) / ٪85 = 17647,1 ثانية.
```

يجعل مؤشر الـOEE من السهل تحديد ما إذا كان لدينا قدرة كافية للقيام بالإنتاج المطلوب. في هذا المثال 4,2 من الساعات النموذجية مقابل 4,9 ساعات بحسب مؤشر OEE.
من خلال تكرار هذه العملية لجميع القطع التي تعمل عبر آلة معينة، من الممكن تحديد القدرة الإجمالية المطلوبة للإنتاج.

### القدرة المتاحة
```
عند النظر في عمل جديد لإحدى المعدات أو الآلات، فإن معرفة مقدار القدرة المتاحة لتشغيل العمل ستصبح في نهاية المطاف جزءاً من العملية الشاملة، كما يتم عادةً الإعتماد على التوقع السنوي (Annual Forecast) لتحديد عدد الساعات المطلوبة خلال السنة. 
لحساب القدرة الإجمالية المتاحة، يتم تعديل الحجم وفقًا للفترة قيد النظر. القدرة المتاحة هي الفرق بين القدرة المطلوبة والقدرة التشغيلية المخططة. 
```

القدرة أساسية في صياغة وتنفيذ الاستراتيجية بحيث تشير إلى مدى قدرة الموارد في المنظمة، وبدون موارد فعالة، قد يكون من الصعب جدًا صياغة الاستراتيجية وتنفيذها.

## الخطوات الثلاث الرئيسية
يتجزّأ تخطيط القدرات إلى ثلاث خطوات: تحديد متطلبات مستوى الخدمة، وتحليل القدرة الحالية، والتخطيط للمستقبل. للحصول على صورة أوضح لكيفية تطبيق كلٍّ منها على عملية التخطيط، فلنلق نظرة عن كثب على كل خطوة على حدة.

### تحديد متطلبات مستوى الخدمة
في هذه الخطوة، تقوم الشركة بتقسيم العمل إلى فئات؛ كما تحدد توقعات المستخدمين لكيفية إنجاز ذلك العمل. ضمن هذه الخطوة الأولى توجد ثلاث مراحل: تحديد حجم المهام، تحديد وحدة العمل وتحديد مستويات الخدمة.
تختار الشركات تنظيم حجم المهام إما من خلال من يقوم بالعمل أو نوع العمل المنجز أو طريقة العمل. يقومون من بعدها بإنشاء معيار للخدمة المرضية لكل مهمة. وفي حين أن حجم المهام يحدد الموارد اللازمة لإتمام العمل، فإن وحدة العمل تحدد كمية من الأعمال المنجزة.
يظهر «اتفاق مستوى الخدمة» المعايير المقبولة بين المزوّد والمستهلك.

### تحليل القدرة الحالية
تأخذ الشركات نظرة معمقة على جدول إنتاجها الحالي لتقييم القدرة. يقومون بتحليل حجم المهام والنظام ككل، باتباع الخطوات التالية:
- مقارنة قياسات أي من البنود المشار إليها في اتفاقيات مستوى الخدمة مع أهدافها.
- التحقق من استخدام الموارد المختلفة للنظام.
- إلقاء نظرة على استخدام الموارد لكل مهمة بهدف معرفة أي منها هي المستخدمة الرئيسية لكل مورد.
- تحديد مكان إمضاء وقت كل مهمة مما يوفر نظرة نافذة للموارد التي تأخذ الجزء الأكبر من وقت الاستجابة لكل مهمة.

### خطة للمستقبل
أخيرًا، بعد تحليل السعة الحالية، حان الوقت للتخطيط للمستقبل. ضع خطة حول متطلبات المعالجة المتوقعة لمنع إرهاق النظام. من أجل إنجاز هذه المهمة، تحتاج إلى معرفة مقدار العمل المتوقع خلال الفصول القادمة. بعد ذلك، قم بضبط النظام الأمثل لتلبية مستويات الخدمة خلال هذه الفترة.
هذه الخطوات الثلاث في تخطيط السعة تساعد مؤسستك على الاستعداد للنمو المستقبلي. تضمن لك التهيئة المثالية لتلبية متطلبات مستوى الخدمة بينما تقوم فقط بشراء ما تحتاجه لإنجاز العمل. هذه العملية تسهل التصنيع. إنها تقدم لشركتك فرصة لتحسين عملية الإنتاج وتجهيز نفسها للمستقبل.

## ايجابيات تخطيط القدرة

### مراقبة التكاليف
```
يأخذ تخطيط القدرة في عين الاعتبار الأفراد والمرافق وجداول الإنتاج والإمدادات والموارد. عندما يتم تخطيط مستوى القدرة بعناية، يمكن للشركة مراقبة التكاليف خلال فترات النمو والركود. إن القدرة على رؤية احتياجات القدرة المتوقعة تسمح للشركة بتخصيص ميزانية للتغييرات القادمة، واستعمال الموارد المالية عند الحاجة. كما يستخدم تخطيط القدرة للمساعدة في تطوير جداول تسليم الموارد وجداول شحن للمنتجات المكتملة.
[
6
]
```

### دورات الإنتاج
```
يمكن لاي شركة استخدام تخطيط القدرة للحفاظ على مستويات الإنتاج المناسبة أثناء دورات العمل. على سبيل المثال، إذا كانت شركة تشهد زيادة في الطلبات خلال فصل الصيف تحسبًا لموسم عيد الميلاد، يمكنك استخدام البيانات القديمة للتخطيط لقدرة الإنتاج في هذا الموسم بالذات وان كان لديها عدد كاف من الموظفين للتعامل مع أي زيادة في الطلب. يحدد تخطيط القدرة أيضًا متى تبدأ الدورة التجارية والاقتصادية بالهبوط والركود حتى تتمكن الشركة من تسريح العمال الموسميين وتجنب أي نفقات اضافية.
[
6
]
```

### مواقع جديدة
مع نمو شركتك، قد تجد الحاجة إلى فتح مرافق إنتاج جديدة. باستخدام معلومات تخطيط القدرة الخاصة بك من المواقع الموجودة لديك، ومن خلال دراسة البيانات المجموعة، يمكنك تطوير نظرة اوسع واشمل وادق عن احتياجات المرافق ومستويات الموظفين المطلوبة، ونوع الإنتاج والارباح التي يمكن توقعها في أي الموقع الجديد. هذه أداة قيمة عند تجميع خطة العمل والميزانيات لتأسيس الشركات أو إنشاء فروع.

### معلومات
ان تخطيط القدرة يعتبر ايجابيا على العديد والعديد من الاصعدة ولا ينحسر دوره بالموظفين والإنتاج فقط. ان الشركات تجمع المعلومات الرقمية بشكل يومي ومتواصل. هذه المعلومات حاسمة في القدرة على إدارة عملك والحفاظ على الربحية. إن خطة السعة التي تبقى في طليعة متطلبات تخزين المعلومات الرقمية وتسمح أيضًا بالأرشفة الدائمة للمعلومات الحيوية ضرورية في النمو الفعال لمنظمتك.

## مشاكل

### مشكلة تسعير الحمولة القصوى
ان مشكلة تسعير الحمولة القصوى الرئيسية تتمثل في اختيار قدرة الإنتاج والسعر لسلعة غير مستقرة مثل الكهرباء. هذه المشكلة ترتكز على معضلتين اولها الطلب الغير المؤكد وثانيها القدرة الغير المؤكدة في وقت واحد. تدرس هذه المشكلة في نموذج بسيط ومن خلال تحليلات مسبقة، ولا سيما في مجالين. أولاً، ندرس عدم اليقين في الطلب بعمومية أكبر يمكن من خلالها النظر إلى المواصفات السابقة لعدم اليقين في الطلب على أنها حالات خاصة. ثانياً، نأخذ بعين الاعتبار التوافر العشوائي للقدرة المفعلة.

### مشكلة القدرة الزائدة
قد يؤدي التخطيط الغير سليم للقدرة إلى فقد زبائن وصفقات. وتستهلك القدرة الزائدة مصادر الشركة، وتمنع استخدام تلك المصادر في مشاريع جديدة تعود بفائدة على الشركة. والأسئلة الحساسة هنا، هي متى يجب زيادة القدرة وبأي كمية. تقع هذه المسؤولية على عاتق إدارة العمليات ز يجب على القيمين دراسة الوضع بشكل دقيق والارتكاز على البيانات والمعلومات لتجنب سوء التقدير.

## كتب
- Hill، Joyce (2006). Capacity Requirements Planning.
- Krajewski، Lee J.؛ Ritzman، Larry P. (2005). Operations Management: Processes and Value Chains. Upper Saddle River, New Jersey: Prentice Hall.
- Lazowska، Edward D. (1984). Quantitive System Performance. Prentice-Hall. ISBN:0-13-746975-6.
- Gunther، Neil J. (2007). Guerrilla Capacity Planning. Springer. ISBN:978-3-540-26138-4.

## اقرأ أيضا
- استغلال القدرة
- طاقة انتاجية